# レイク郡 (インディアナ州)

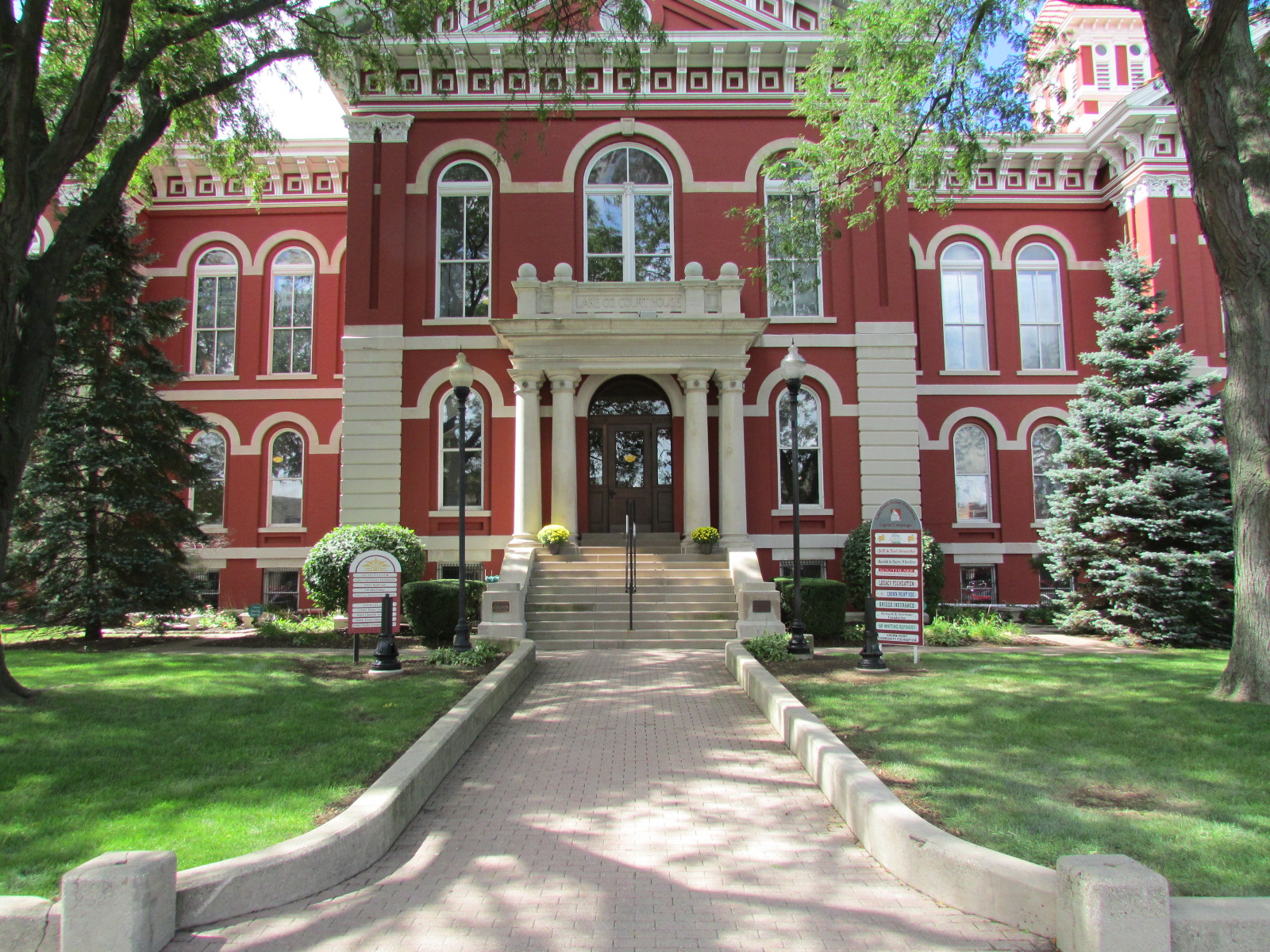
郡裁判所

レイク郡（Lake County）は、アメリカ合衆国インディアナ州北部に位置する郡である。人口は49万8700人（2020年）。郡庁所在地はクラウンポイントである。ミシガン湖に面しており、シカゴ都市圏に含まれる。

## 地理
レイク郡はイリノイ州と接している。
アメリカ合衆国統計局によると、この郡は総面積1,622 km2 (626 mi2) である。このうち1,287 km2 (497 mi2) が陸地で335 km2 (129 mi2) が水地域である。総面積の20.65%が水地域となっている。

### 隣接する郡
- クック郡 (イリノイ州) (北、ミシガン湖)
- ポーター郡  (東)
- ジャスパー郡  (南東)
- ニュートン郡  (南)
- カンカキー郡 (イリノイ州) (南西)
- ウィル郡 (イリノイ州) (西)
- クック郡 (イリノイ州) (北西)

## 人口動静
2000年国勢調査で、この郡は人口484,564人、181,633世帯、及び126,961家族が暮らしている。人口密度は376/km2 (975/mi2) である。151/km2 (392/mi2) の平均的な密度に194,992軒の住居が建っている。この郡の人種的構成は白人66.72%、アフリカン・アメリカン25.33%、先住民0.28%、アジア0.82%、太平洋諸島系0.04%、その他の人種4.96%、及び混血1.85%である。人口の12.20%がヒスパニックまたはラテン系である。
この郡内の住民は26.80%が18歳未満の未成年、18歳以上24歳以下が9.30%、25歳以上44歳以下が28.30%、45歳以上64歳以下が22.60%、及び65歳以上が13.00%にわたっている。中央値年齢は36歳である。女性100人ごとに対して男性は92.90人である。18歳以上の女性100人ごとに対して男性は89.00人である。
この郡の世帯ごとの平均的な収入は41,829米ドルであり、家族ごとの平均的な収入は50,131米ドルである。男性は41,986米ドルに対して女性は26,393米ドルの平均的な収入がある。この郡の一人当たりの収入 (per capita income) は19,639米ドルである。人口の12.20%及び家族の9.70%は貧困線以下である。全人口のうち18歳未満の17.80%及び65歳以上の8.00%は貧困線以下の生活を送っている。

## 都市及び町
市
- ハモンド
- ゲーリー
- クラウンポイント（郡庁所在地）
- ホバート
- イーストシカゴ
- レイクステーション
- Whiting

町
- メリルビル
- Schererville
- New Chicago
- Winfield
- Cedar Lake
- Dyer
- Griffith
- Highland
- Lake Dalecarlia
- Lakes of the Four Seasons
- Lowell
- Munster
- Schneider
- St. John